# Niemba (vattendrag)
Niemba är ett vattendrag i Kongo-Kinshasa, ett biflöde till Lukuga. Det rinner genom provinsen Tanganyika, i den sydöstra delen av landet, 1 500 km öster om huvudstaden Kinshasa.